# Laboratorios de Chalk River
Los Chalk River Laboratories o Chalk River Labs y anteriormente Chalk River Nuclear Laboratories es una instalación canadiense dedicada a la investigación de las reacciones nucleares situada cerca de Chalk River, Ontario. 

## Historia
En 1952, el gobierno creó Atomic Energy of Canada Limited (AECL) para promover el uso pacífico de la energía nuclear. AECL también se hizo cargo de la operación de Chalk River de la NRC. Desde la década de 1950, AECL ha operado varios reactores de investigación nuclear para la producción de material nuclear para aplicaciones médicas y científicas. Los laboratorios producen aproximadamente un tercio de los isótopos médicos del mundo y aproximadamente la mitad del suministro de América del Norte. A pesar de la declaración de uso pacífico, de 1955 a 1976, las instalaciones de Chalk River suministraron alrededor de 250 kg de plutonio , en forma de combustible de reactor gastado, al Departamento de Energía de Estados Unidos para su uso en la producción de armas nucleares. (La bomba lanzada sobre Nagasaki, Japón, utilizó alrededor de 6,4 kg de plutonio).